# Satoshi Miyagawa
Satoshi Miyagawa (宮川 悟 Miyagawa Satoshi?, nacido el 24 de marzo de 1977 en Kanagawa) es un exfutbolista japonés. Jugaba de defensa y su único club fue el Sagan Tosu de Japón.

## Trayectoria

### Clubes
| Club       | País  | Año         |
| ---------- | ----- | ----------- |
| Sagan Tosu | Japón | 2001 - 2004 |